# Tahitis fodboldlandshold
Tahitis fodboldlandshold repræsenterer Fransk Polynesien i fodboldturneringer og kontrolleres af Tahitis fodboldforbund.